# Francisco Carlos Martins Vidal
Francisco Carlos Martins Vidal, mais conhecido como Chicão (Rio Brilhante, 4 de setembro de 1962), é um ex-futebolista brasileiro, que atuava como atacante.
Foi medalhista olímpico, nas Olimpíadas de 1984.

## Biografia
Atacante "trombador e oportunista", Chicão começou sua carreira com destaque na Ponte Preta, onde passou pelas categorias de base e foi bi-campeão da Copa São Paulo de Futebol Júnior nos anos de 1981 e 82, sendo o artilheiro nas duas edições.
Promovido pelo técnico Zé Duarte, estreou no time profissional no dia 19 de julho de 1979, contra o Marília. Foi vice-artilheiro do Campeonato Paulista de 1983, ao lado de Sócrates, com 21 gols em 41 jogos. Em seis anos como profissional da Ponte, Chicão marcou 105 gols em 271 jogos, sendo o terceiro maior artilheiro do clube.
Chegou à Seleção Brasileira e fez parte do grupo que ganhou a medalha de prata nas Olimpíadas de Los Angeles, em 1984. Fez 7 jogos pela Seleção.
Teve uma passagem relâmpago pelo Santos em 1987 e, sem destaque, no meio do campeonato foi comprado por um empresário que mais tarde o repassou para o Coritiba. Foi lá que conquistou o único título de sua carreira: o Paranaense de 1989. Nessa campanha foi o artilheiro do time, com 19 gols, e alimentou a esperança de ser contratado por um time europeu, o que não aconteceria. Jogou no Coxa entre 1988 à 1991, participando de 117 jogos e marcando 65 gols.
No Campeonato Brasileiro de 1992, foi o artilheiro e um dos grandes destaques do Botafogo, mas, contundido, ficou de fora da reta final da campanha em que o time carioca foi vice-campeão. Negociado, no segundo semestre, com o Bragantino, chegou para o segundo turno do Campeonato Paulista e estreou com um gol de cabeça logo aos 45 segundos de seu primeiro jogo, em seu primeiro toque na bola. "Parecia um sonho", confessou. "Estou acostumado a fazer gols, mas no primeiro toque na bola, numa estreia…" Ele ainda marcaria mais um gol nessa partida.
Defenderia ainda Santa Cruz (1992), Bragantino (1993), Atlético Paranaense, Vitória, Remo, Atlético Sorocaba, Ituano e Portuguesa antes de encerrar a carreira.

### Aposentadoria
Em 1999, ainda com pretensões de seguir sua carreira, sofreu um infarto e um acidente vascular cerebral. Recuperou-se e montou uma escolinha de futebol para garotos, o Chicão Futebol Center. Em 2007 sofreu novo derrame. "Tive um AVC ano passado que quase [me deixou] cego, mas voltei bem. Estou dando as aulas normalmente e levando minha vida numa boa."

## Títulos
Seleção Brasileira
- Jogos Olímpicos: 1984 (medalha de prata)[4][5]

Ponte Preta (base)
- Copa São Paulo de Futebol Júnior: 1981 e 1982

Coritiba
- Campeonato Paranaense: 1989

Individuais
- Artilheiro da Copa São Paulo de Futebol Júnior: 1981 (5 gols) e 1982 (8 gols)